# WTA Premier Five
Premier Five was een categorie waaronder bepaalde toernooien van het WTA-tenniscircuit werden georganiseerd in de periode 2009–2020. Toernooien die onder deze categorie vielen, werden beschouwd als de belangrijkste toernooien na de grandslamtoernooien en de Premier Mandatorytoernooien. Deze categorie werd vanaf het WTA-seizoen van 2009 gehanteerd. Voordien werden toernooien onderverdeeld in categorieën van Tier I tot en met Tier V, waarbij de Tier I-categorie de belangrijkste was. Met ingang van het WTA-seizoen van 2021 is deze categorie, gecombineerd met WTA Premier Mandatory, opgevolgd door WTA 1000.

## Lijst van Premier Five-toernooien aan het einde van de looptijd (2020)
Hieronder volgt een overzicht van alle toernooien en titelhoudsters in de categorie Premier Five op het moment dat de categorie buiten gebruik werd gesteld.
| toernooi             | titelhoudster enkelspel | sinds      |          |
| -------------------- | ----------------------- | ---------- | -------- |
| WTA Doha             | Aryna Sabalenka         | 2020-02-29 | details  |
| WTA Rome             | Simona Halep            | 2020-09-21 | details  |
| WTA Montréal/Toronto | Bianca Andreescu        | 2019-08-11 | details1 |
| WTA Cincinnati       | Viktoryja Azarenka      | 2020-08-29 | details  |
| WTA Wuhan            | Aryna Sabalenka         | 2019-09-28 | details1 |

1 In 2020 vond dit toernooi geen doorgang, als gevolg van de coronapandemie.

## Uitslagen per jaar
Hieronder volgt een overzicht van alle gespeelde enkelspelfinales tijdens de looptijd van de categorie Premier Five.

### 2009–2011
| toernooi             | 2009                                                  | 2010                                                            | 2011                                                       |
| -------------------- | ----------------------------------------------------- | --------------------------------------------------------------- | ---------------------------------------------------------- |
| WTA Dubai            | Venus Williams 6-4, 6-2 (details) Virginie Razzano    | Venus Williams 6-3, 7-5 (details) Viktoryja Azarenka            | Caroline Wozniacki 6-1, 6-3 (details) Svetlana Koeznetsova |
| WTA Rome             | Dinara Safina 6-3, 6-2 (details) Svetlana Koeznetsova | María José Martínez Sánchez 7-65, 7-5 (details) Jelena Janković | Maria Sjarapova 6-2, 6-4 (details) Samantha Stosur         |
| WTA Montréal/Toronto | Jelena Dementjeva 6-4, 6-3 (details) Maria Sjarapova  | Caroline Wozniacki 6-3, 6-2 (details) Vera Zvonarjova           | Serena Williams 6-4, 6-3 (details) Samantha Stosur         |
| WTA Cincinnati       | Jelena Janković 6-4, 6-2 (details) Dinara Safina      | Kim Clijsters 2-6, 7-64, 6-2 (details) Maria Sjarapova          | Maria Sjarapova 4-6, 7-63, 6-3 (details) Jelena Janković   |
| WTA Tokio            | Maria Sjarapova 5-2, opg. (details) Jelena Janković   | Caroline Wozniacki 1-6, 6-2, 6-3 (details) Jelena Dementjeva    | Agnieszka Radwańska 6-2, 6-3 (details) Vera Zvonarjova     |

### 2012–2014
| toernooi             | 2012                                                      | 2013                                                       | 2014                                                  |
| -------------------- | --------------------------------------------------------- | ---------------------------------------------------------- | ----------------------------------------------------- |
| WTA Doha             | Viktoryja Azarenka 6-1, 6-2 (details) Samantha Stosur     | Viktoryja Azarenka 7-6, 2-6, 6-3 (details) Serena Williams | Simona Halep 6-2, 6-3 (details) Angelique Kerber      |
| WTA Rome             | Maria Sjarapova 4-6, 6-4 ,7-6 (details) Li Na             | Serena Williams 6-1, 6-3 (details) Viktoryja Azarenka      | Serena Williams 6-3, 6-0 (details) Sara Errani        |
| WTA Montréal/Toronto | Petra Kvitová 7-5, 2-6, 6-3 (details) Li Na               | Serena Williams 6-2, 6-0 (details) Sorana Cîrstea          | Agnieszka Radwańska 6-4, 6-2 (details) Venus Williams |
| WTA Cincinnati       | Li Na 1-6, 6-3, 6-1 (details) Angelique Kerber            | Viktoryja Azarenka 2-6, 6-2, 7-6 (details) Serena Williams | Serena Williams 6-4, 6-1 (details) Ana Ivanović       |
| WTA Tokio            | Nadja Petrova 6-0, 1-6, 6-3 (details) Agnieszka Radwańska | Petra Kvitová 6-2, 0-6, 6-3 (details) Angelique Kerber     | gedegradeerd naar categorie Premier                   |
| WTA Wuhan            | niet van toepassing                                       | niet van toepassing                                        | Petra Kvitová 6-3, 6-4 (details) Eugenie Bouchard     |

### 2015–2017
| toernooi                | 2015                                                         | 2016                                                          | 2017                                                   |
| ----------------------- | ------------------------------------------------------------ | ------------------------------------------------------------- | ------------------------------------------------------ |
| WTA Dubai c.q. WTA Doha | Simona Halep 6-4, 7-6 (details) Karolína Plíšková            | Carla Suárez Navarro 1-6, 6-4, 6-4 (details) Jeļena Ostapenko | Elina Svitolina 6-4, 6-2 (details) Caroline Wozniacki  |
| WTA Rome                | Maria Sjarapova 4-6, 7-5, 6-1 (details) Carla Suárez Navarro | Serena Williams 7-6, 6-3 (details) Madison Keys               | Elina Svitolina 4-6, 7-5, 6-1 (details) Simona Halep   |
| WTA Montréal/Toronto    | Belinda Bencic 7-6, 6-7, 3-0, opg. (details) Simona Halep    | Simona Halep 7-6, 6-3 (details) Madison Keys                  | Elina Svitolina 6-4, 6-0 (details) Caroline Wozniacki  |
| WTA Cincinnati          | Serena Williams 6-3, 7-6 (details) Simona Halep              | Karolína Plíšková 6-3, 6-1 (details) Angelique Kerber         | Garbiñe Muguruza 6-1, 6-0 (details) Simona Halep       |
| WTA Wuhan               | Venus Williams 6-3, 3-0, opg. (details) Garbiñe Muguruza     | Petra Kvitová 6-1, 6-1 (details) Dominika Cibulková           | Caroline Garcia 6-7, 7-6, 6-2 (details) Ashleigh Barty |

### 2018–2020
| toernooi                | 2018                                                   | 2019                                                 | 2020                                                    |
| ----------------------- | ------------------------------------------------------ | ---------------------------------------------------- | ------------------------------------------------------- |
| WTA Dubai c.q. WTA Doha | Petra Kvitová 3-6, 6-3, 6-4 (details) Garbiñe Muguruza | Belinda Bencic 6-3, 1-6, 6-2 (details) Petra Kvitová | Aryna Sabalenka 6-3, 6-3 (details) Petra Kvitová        |
| WTA Rome                | Elina Svitolina 6-0, 6-4 (details) Simona Halep        | Karolína Plíšková 6-3, 6-4 (details) Johanna Konta   | Simona Halep 6-0, 2-1, opg. (details) Karolína Plíšková |
| WTA Montréal/Toronto    | Simona Halep 7-6, 3-6, 6-4 (details) Sloane Stephens   | Bianca Andreescu 3-1, opg. (details) Serena Williams | geen toernooi, als gevolg van de coronapandemie         |
| WTA Cincinnati          | Kiki Bertens 2-6, 7-6, 6-2 (details) Simona Halep      | Madison Keys 7-5, 7-6 (details) Svetlana Koeznetsova | Viktoryja Azarenka walk-over (details) Naomi Osaka      |
| WTA Wuhan               | Aryna Sabalenka 6-3, 6-3 (details) Anett Kontaveit     | Aryna Sabalenka 6-3, 3-6, 6-1 (details) Alison Riske | geen toernooi, als gevolg van de coronapandemie         |

## Statistieken

### Lijst van winnaressen
| titels | speelster                   | land             |
| ------ | --------------------------- | ---------------- |
| 7      | Serena Williams             | Verenigde Staten |
| 5      | Simona Halep                | Roemenië         |
| 5      | Petra Kvitová               | Tsjechië         |
| 5      | Maria Sjarapova             | Rusland          |
| 4      | Viktoryja Azarenka          | Wit-Rusland      |
| 4      | Elina Svitolina             | Oekraïne         |
| 3      | Aryna Sabalenka             | Wit-Rusland      |
| 3      | Venus Williams              | Verenigde Staten |
| 3      | Caroline Wozniacki          | Denemarken       |
| 2      | Belinda Bencic              | Zwitserland      |
| 2      | Karolína Plíšková           | Tsjechië         |
| 2      | Agnieszka Radwańska         | Polen            |
| 1      | Bianca Andreescu            | Canada           |
| 1      | Kiki Bertens                | Nederland        |
| 1      | Kim Clijsters               | België           |
| 1      | Jelena Dementjeva           | Rusland          |
| 1      | Caroline Garcia             | Frankrijk        |
| 1      | Jelena Janković             | Servië           |
| 1      | Madison Keys                | Verenigde Staten |
| 1      | Li Na                       | China            |
| 1      | María José Martínez Sánchez | Spanje           |
| 1      | Garbiñe Muguruza            | Spanje           |
| 1      | Nadja Petrova               | Rusland          |
| 1      | Dinara Safina               | Rusland          |
| 1      | Carla Suárez Navarro        | Spanje           |
| 58     | TOTAAL                      | TOTAAL           |

### Titels per land
| titels | land             |
| ------ | ---------------- |
| 11     | Verenigde Staten |
| 8      | Rusland          |
| 7      | Tsjechië         |
| 7      | Wit-Rusland      |
| 5      | Roemenië         |
| 4      | Oekraïne         |
| 3      | Denemarken       |
| 3      | Spanje           |
| 2      | Polen            |
| 2      | Zwitserland      |
| 1      | België           |
| 1      | Canada           |
| 1      | China            |
| 1      | Frankrijk        |
| 1      | Nederland        |
| 1      | Servië           |
| 58     | TOTAAL           |